# Microdrosophila hasta
Microdrosophila hasta är en tvåvingeart som beskrevs av Bock 1982. Microdrosophila hasta ingår i släktet Microdrosophila och familjen daggflugor. Inga underarter finns listade i Catalogue of Life.